# Bombardeo de Dahieh de 2024
El bombardeo de Dahieh fueron una serie de ataques aéreos llevados a cabo el 3 de octubre de 2024, por las Fuerzas de Defensa de Israel (FDI) contra el barrio de Dahieh, un suburbio situado al sur de Beirut, con una amplia mayoría de población chií y considerado un bastión de Hezbolá.
Según medios israelíes el ataque aéreo tuvo como objetivo un búnker subterráneo en el que se creía que se encontraba Hashem Safiedín y el jefe de inteligencia de la milicia chií, Hussein Hazimah, a quien las FDI dieron por muerto. Una fuente de seguridad libanesa dijo a Al Jazeera que la milicia libanesa había perdido contacto con él desde entonces y que se encontraba desaparecido. El 22 de octubre, el ejército israelí aseguró que mató a Safieddine, en el ataque aéreo del 3 de octubre contra el suburbio de Mreijeh. Hezbolá confirmó su muerte al día siguiente.

## Antecedentes
En septiembre de 2024 después de que Hasán Nasralá fuera asesinado en un ataque aéreo israelí contra Beirut, en el que también murieron seis personas, 91 resultaron heridas y arrasó seis edificios de apartamentos, Hachem Safieddine fue visto como el candidato principal para sucederle. Se le reconoce por su similitud con el antiguo líder de Hezbolá tanto en apariencia como en su forma de hablar, y tiene fuertes vínculos con el Gobierno iraní y con Alí Jamenei. Tras la muerte de Nasralá, los medios de comunicación saudíes Al-Arabiya y Al Hadath informaron que había sido designado oficialmente como su sucesor, aunque poco después Hezbolá lo negó a través de su cuenta oficial de Telegram.
Safieddine es jefe del Consejo Ejecutivo de Hezbolá y como tal supervisa los asuntos políticos del grupo, también es miembro del Consejo de la Yihad, encargado de gestionar las operaciones militares del grupo y generalmente considerado el «número dos» de Hezbolá. En 2017, el Departamento de Estado de los Estados Unidos lo designó Terrorista Global Especialmente Designado.

## Bombardeo
En el contexto más amplio de la guerra libanesa-israelí, las Fuerzas de Defensa de Israel lanzaron al menos once ataques consecutivos contra el suburbio de Dahieh, situado al sur de Beirut (Líbano) que, según fuentes israelíes, tenían como objetivo una reunión que se estaba celebrando en un búnker subterráneo y en la que participaban varios altos funcionarios de Hezbolá, entre ellos Safiedín y el jefe de inteligencia del grupo, Hussein Hazimah. No está claro cuántas víctimas se produjeron en el ataque. Por su parte las FDI afirmaron que los ataques tenían como objetivo la sede de inteligencia de Hezbolá.
La Fuerza Aérea israelí arrojó alrededor de 73 toneladas de bombas sobre el búnker y, según se informa, los ataques fueron más grandes que el ataque que mató al secretario general de Hezbolá, Hasán Nasralá, el 27 de septiembre de 2024. Imágenes del momento posterior al ataque mostraban enormes bolas de fuego que se elevaban desde el edificio bombardeado, con humo espeso y llamas saliendo del lugar. El ataque produjo fuertes explosiones y provocó que los edificios situados en los alrededores temblaran.

### Destino de Hashem Safiedín

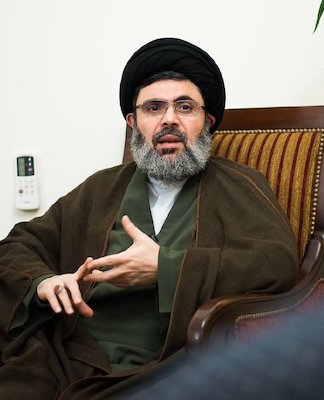
Hachem Safiedín quien según Israel era el objetivo de los ataques aéreos

No estaba claro si Safiedín resultó herido en el ataque aunque según el Canal 12 israelí, funcionarios de seguridad israelíes estaban «cada vez más seguros» de que había muerto en el ataque. Una fuente de seguridad libanesa dijo a Al Jazeera que la milicia libanesa había perdido contacto con él desde entonces y que se encontraba desaparecido.
El 5 de octubre Hezbolá emitió un comunicado en el que sostenía que hay medios que han publicado «informaciones falsas» y «rumores sin valor» sobre otros altos cargos de Hezbolá con anterioridad. «Forma parte de la guerra psicológica contra quienes apoyan la resistencia desde quienes han consagrado sus plumas, lenguas y posturas al servicio de la ocupación sionista». También destacó sobre la supuesta muerte de Safiedín que «Queremos reiterar que Hezbolá no tiene "fuentes" y que nuestra postura se expresa en comunicados oficiales emitidos por la oficina de prensa de Hezbolá».
El 8 de octubre en un vídeo publicado por su oficina, el primer ministro israelí, Benjamin Netanyahu, dijo que «miles de terroristas» habían sido neutralizados, incluido Hasán Nasralá, junto con su sucesor y el sucesor de este, sin especificar las identidades de los dos últimos. Por su parte el ministro de Defensa israelí, Yoav Gallant, dijo que Hashem Safiedín, «probablemente había sido eliminado». Más tarde, el portavoz militar israelí, Daniel Hagari, dijo que sabían que Safiedín estaba en la sede de inteligencia de Hezbolá cuando las FDI la bombardearon la noche del 3 de octubre y que su destino estaba «siendo verificado y cuando lo sepamos, informaremos al público».
El 22 de octubre, El ejército israelí aseguró que mató a Safiedín, junto con otros líderes de Hezbolá, tres semanas antes, en el ataque aéreo del 3 de octubre que llevó a cabo contra «la sede de los servicios de inteligencia de Hezbolá, en un pasaje subterráneo en los suburbios del sur de Beirut». Desde el ataque, la milicia libanesa había declarado que «no tenía información» sobre su destino. Al día siguiente Hezbolá confirmó su muerte en un comunicado en el que prometió «continuar el camino de la resistencia» hasta lograr sus objetivos «de libertad y victoria».

## Análisis de la prensa
Según el analista militar Elijah Magnier, la desaparición de Hashem Safieddine no cambiará la estrategia militar de Hezbolá contra Israel porque «el equipo de fuerzas especiales en el sur del Líbano está luchando independientemente de la toma de decisiones políticas en Beirut».